# スカパー! 日曜シネマテーク
『スカパー!日曜シネマテーク』（スカパーにちようシネマテーク）は、2013年4月7日から2017年9月24日までTOKYO FM及びJFN系列で放送されたラジオ番組である。毎週日曜の15:00 - 15:25の25分間の番組。

## 概要
「シネマテーク」とは上映ホールを備えたフィルム・アーカイヴ、およびその組織のことである。この番組は、毎週著名人を2名迎えて思い入れのある映画について話を聞き、その映画をアーカイブしていこうというコンセプトで進行している。合い言葉は、「Bonne Projection!!」（フランス語で「よい上映を!」という意味の慣用句）

## ネット局
JFN系列全国38局ネット。
北海道・東北
- AIR-G'
- AFB
- FM IWATE
- Date fm
- AFM
- Rhythm Station
- ふくしまFM

関東甲信越
- RADIO BERRY
- FMぐんま
- TOKYO FM（制作局）
- FM-NIIGATA
- FM長野

北陸
- FMとやま
- HELLO FIVE
- FM福井

東海
- FM GIFU
- K-mix
- FM愛知
- レディオキューブ FM三重

近畿
- e-radio
- FM大阪
- Kiss FM KOBE

中国
- V-air
- FM岡山
- HFM
- FM山口

四国
- FM徳島
- FM香川
- FM愛媛
- Hi-Six

九州･沖縄
- FM福岡
- FMS
- FM長崎
- FMK
- FM大分
- JOY FM
- μFM
- FM沖縄

## パーソナリティー
- グレゴリー・スター
- 笹本玲奈 (2014年7月6日-)

### 過去のパーソナリティー
- 美波 (2013年4月7日-2014年6月29日)　文化庁新進芸術家の海外研修のメンバーに選出されたため、降板。[1]